# Linhartice
Linhartice är en ort i Tjeckien.   Den ligger i regionen Pardubice, i den östra delen av landet, 170 km öster om huvudstaden Prag. Linhartice ligger 336 meter över havet och antalet invånare är 578.
Terrängen runt Linhartice är kuperad åt sydost, men åt nordväst är den platt. Linhartice ligger nere i en dal. Runt Linhartice är det ganska glesbefolkat, med 27 invånare per kvadratkilometer. Närmaste större samhälle är Moravská Třebová, 2,2 km väster om Linhartice. Trakten runt Linhartice består till största delen av jordbruksmark.